# Tor Bonnier (född 1966)
Tor Gabriel Bonnier, född 5 september 1966 i Stockholm, är en svensk designer, styrelseledamot och styrelseordförande. Han är son till entreprenören Karl-Adam Bonnier, grundare av  Karl-Adam Bonniers Stiftelse. 

## Biografi

### Uppväxt
Bonnier föddes i Sverige men har bott delar av sin uppväxt i USA där han gick på Charlottesville High School i Virginia och Rhode Island School of Design. Han återvände till Sverige 1995 och är sedan dess bosatt och verksam i Stockholm. 

### Affärskarriär
Bonniers karriär som designer inkluderar anställningar på Design Continuum. och Henry Dreyfuss Associates i USA. I Sverige grundade han det prisbelönta designföretaget Reload AB. Under perioden 2000–2015 var han vd för bolaget.
Bonnier är styrelseledamot i Family Business Network som arbetar med sucessionsfrågan i familjeägda företag, samt styrelseledamot i Bonniers Familjestiftelse. Han har även haft flera roller i Karl-Adam Bonniers stiftelse, i styelsen har han varit både ledamot, ordförande och arbetande ordförande och sedan 2025 är han stiftelsens vd. Bonnier har under sin tid i stiftelsen initierat såväl forskningssamarbetet House of Governance and Public Policy, forskningscentret Karl-Adam Bonnier Center for Governance som stipendieprogrammet K-A Bonnier International Fellows Program med Handelshögskolan i Stockholm. 

### Utmärkelser
Bonnier har vunnit flera designpriser. År 2002 vann han Excellent Swedish Design för kommunikationsutrustningen Satellitlänk IPT Suitcase. År 2007 vann han Grand Award of Design för arbetet med en designstrategi för DeLavals mjölkningsprodukter.
Tre av de produkter som Bonnier designat för Ericssons räkning finns med i Nationalmuseums samlingskategori industridesign.
Bonnier har tilldelats Handelshögskolan i Stockholm SIR Research Award 2020 för sitt stöd till forskning.